# Liskonohî, Novhorod-Siverskîi
Liskonohî (în ucraineană Лісконоги) este localitatea de reședință a comunei Liskonohî din raionul Novhorod-Siverskîi, regiunea Cernihiv, Ucraina.

## Demografie
Componența lingvistică a localității Liskonohî
     Ucraineană (92,84%)
     Rusă (6,51%)
     Alte limbi (0,65%)
Conform recensământului din 2001, majoritatea populației localității Liskonohî era vorbitoare de ucraineană (92,84%), existând în minoritate și vorbitori de rusă (6,51%).